# Dave Parker
Dave Parker (Grenade, 9 de junho de 1951 – Cincinnati, 28 de junho de 2025) foi um jogador profissional de beisebol norte-americano.

## Carreira
Dave Parker foi campeão da World Series 1989 jogando pelo Oakland Athletics. Na série de partidas decisiva, sua equipe venceu o San Francisco Giants por 4 jogos a 0.

## Morte
Parker morreu de complicações da doença de Parkinson em Cincinnati, em 28 de junho de 2025, aos 74 anos.